# Нервная ткань
Нервная ткань — ткань эктодермального происхождения, представляющая собой систему специализированных структур, образующих основу нервной системы и создающих условия для реализации её функций. Нервная ткань воспринимает раздражители путём генерации нервных импульсов и передаёт эти импульсы к эффектору, осуществляя связь организма с окружающей средой. Нервная ткань обеспечивает взаимодействие тканей, органов и систем организма и их регуляцию.
Нервные ткани образуют нервную систему, входят в состав нервных узлов, спинного и головного мозга. Они состоят из нервных клеток — нейронов, тела которых имеют звездчатую форму, длинные и короткие отростки. Нейроны воспринимают раздражение (афферентные, чувствительные, рецепторные, или центростремительные нейроны) и передают возбуждение к мышцам, коже, другим тканям, органам (эфферентные, двигательные, моторные, или центробежные нейроны). Нервные ткани обеспечивают согласованную работу организма.

## Структура
Нервная ткань состоит из нейронов (нейроцитов), выполняющих основную функцию, и нейроглии, обеспечивающей специфическое микроокружение для нейронов. Также ей принадлежат эпендима (некоторые ученые выделяют её из глии) и, по некоторым источникам, стволовые клетки (дислоцируются в области третьего мозгового желудочка, откуда мигрируют в обонятельную луковицу, и в зубчатой извилине гиппокампа).

### Нейроны
Нейроны — нервные клетки, структурно-функциональные, медиаторные и метаболические единицы нервной системы и нервной ткани, имеют тело и отростки, среди которых различают дендриты — отростки, воспринимающие сигналы от других нейронов, рецепторных клеток или непосредственно от внешних раздражителей и несущих нервный импульс к перикариону (телу), и аксоны — отростки, передающие нервные сигналы от тела клетки к иннервируемым органам и другим нервным клеткам. Дендритов у нейрона может быть много, аксон только один (это так называемые мультиполярные клетки — наиболее распространенные среди нервных клеток). Также встречаются безаксонные, униполярные (с одним отростком), биполярные (два отростка, один из которых является аксоном, а другой — дендритом) и псевдоуниполярные (от перикариона отходит один отросток, который почти сразу Т-образно делится на аксон и дендрит) нейроны.

### Нейроглия
Нейроглия — сложный комплекс вспомогательных клеток, объединённый функциями и, частично, происхождением.
- Микроглиальные клетки, хоть и входят в понятие «глия», не являются собственно нервной тканью, так как имеют мезодермальное происхождение (моноцитарное), хотя, по некоторым сведениям, они являются неоднородными клетками, и часть имеет эктодермальное происхождение[5]. Выполняют фагоцитоз.
- Эпендимальные клетки (некоторые выделяют их из глии) выстилают желудочки ЦНС, центральный канал спинного мозга. Имеют на поверхности ворсинки, с помощью которых обеспечивается ток спинномозговой жидкости.
- Макроглия — производная глиобластов, выполняет опорную, разграничительную, трофическую и секреторную функции[6].

## Функции
1. Функция восприятие раздражения;
2. Генерация и проведение нервного импульса;
3. Передача нервного импульса на рабочие клетки;
4. Секреторная (экзо- и эндокринная) функция;
5. Барьерная функция;
6. Адаптационно-трофическая функция;
7. Регуляторная функция (регулирует работу органов и тканей);
8. Гомеостатическая функция[1].

## Эмбриогенез
Эмбриональные предшественники нервной ткани возникают в процессе нейруляции (формирования нервной трубки). Влияние среды и параллельно развивающихся структур (прежде всего хорды) приводит у птиц и млекопитающих к образованию в эктодерме нервного желобка, края которого имеют названия нервных валиков, сближение которых приводит к образованию нервной трубки, отделяющейся от надлежащей эктодермы. Слившиеся валики образуют нервный гребень, клетки которого в туловищной части мигрируют в латеральном и вентральном направлениях, образуя ганглиозную пластинку, дающую начало нейробластам и глиобластам — предшественникам нейронов и нейроглии спинальных и вегетативных ганглиев.
Часть клеток нервного гребня распространяются под эктодермой и даёт начало меланобластам — предшественникам пигментных клеток кожи. Клетки нервов головного отдела участвуют в формировании ядер черепных нервов, часть из которых образуется из утолщений эктодермы по бокам головы — нервных плакод.
Клетки нервной трубки — медуллобласты — дифференцируются на нейробласты и глиобласты — предшественники нейронов и нейроглии спинного и головного мозга. Превращение медуллобласта в нейробласт происходит под влиянием нейромодуллина (GAP-43), который тесно связан с цитоскелетом клетки и является специфичным для аксона. Появление этого белка в клетке свидетельствует о начале её дифференцировки.
По мере дифференцировки и миграции из эмбриональных зачатков медуллобласты и нейробласты теряют способность к делению, приобретают грушевидную форму, претерпевают специфическую перестройку ядра и эргастоплазмы, а на их заострённом конце происходит формирование сначала одного, а затем и остальных отростков, причем каждый из них может превратиться как в аксон, так и в дендрит, но накопление в отростке нейромодуллина GAP-43 приводит к превращению его в аксон. Существенным признаком начавшейся специализации является появление в цитоплазме тонких фибрилл, количество которых постепенно увеличивается. Нейробласты активно и целенаправленно мигрируют (отростки обладают хемотропизмом, поэтому они «знают, куда расти», чтобы встретить другой нейробласт. Также в миграции и установлению контактов между клетками помогает радиальная глия, которая является эмбриональной тканью, имеет много отростков, по которым дендриты и аксоны могут найти друг друга). Между дефинитивными нейронами устанавливается упорядоченные взаимоотношения со специфическими межклеточными контактами — синапсами.
Глиобласты сохраняют высокую пролиферативную активность даже после завершения миграции и дифференцировки в глиоциты, составляющие макроглию.
Микроглия развивается из моноцитобластов костного мозга, которые мигрируют к местам гистогенеза нервной ткани.
Значительная часть нейронов в ходе гистогенеза погибает путём апоптоза (от 25 до 80 %) — это все нейроциты, которые не установили связи с органами-мишенями и не получившие от них специфических трофических факторов; нейроны, которые установили неправильные межнейронные связи. Показано, что в ходе гистогенеза первоначально нейроцитов образуется заведомо намного больше, чем необходимо, а затем излишки подвергаются апоптозу. Аналогичным образом идёт и образование синапсов и разветвлений нейронов: вначале их образуется намного больше, а затем происходит уменьшение до необходимого количества.
У низших хордовых нейруляция идет несколько иным путём.